# La Laborcilla, Querétaro Arteaga
La Laborcilla är en ort i Mexiko.   Den ligger i kommunen El Marqués och delstaten Querétaro Arteaga, i den centrala delen av landet, 180 km nordväst om huvudstaden Mexico City. La Laborcilla ligger 1 978 meter över havet och antalet invånare är 195.
Terrängen runt La Laborcilla är platt åt sydost, men åt nordväst är den kuperad. Terrängen runt La Laborcilla sluttar söderut. Runt La Laborcilla är det ganska tätbefolkat, med 149 invånare per kvadratkilometer. Närmaste större samhälle är Santiago de Querétaro, 7,4 km sydväst om La Laborcilla. Omgivningarna runt La Laborcilla är en mosaik av jordbruksmark och naturlig växtlighet.